# ロバート・クルー＝ミルンズ (初代クルー侯爵)
初代クルー侯爵ロバート・オフリー・アシュバートン・クルー＝ミルンズ（英語: Robert Offley Ashburton Crewe-Milnes, 1st Marquess of Crewe KG PC FSA、出生名ロバート・オフリー・アシュバートン・ミルンズ（Robert Offley Ashburton Milnes）、1858年1月12日 - 1945年6月20日）は、イギリスの貴族、政治家、作家。アイルランド総督、枢密院議長、王璽尚書、貴族院院内総務、陸軍大臣、インド大臣など多くの閣僚職、大臣職を歴任した。

## 略歴
初代ホートン男爵リチャード・モンクトン・ミルンズと妻アナベラ・ハンガーフォード（Annabella Hungerford、旧姓クルー（Crewe）、第2代クルー男爵ジョン・クルーの娘）の息子として、1858年1月12日にメイフェアのアッパー・ブルック・ストリートで生まれ、メイフェアのセント・マーク教会で洗礼を受けた。ハーロー校で教育を受けた後、1875年10月16日にケンブリッジ大学トリニティ・カレッジに入学、1880年にB.A.の学位を、1885年にM.A.の学位を修得した。1885年8月10日に父が死去すると、ホートン男爵位を継承した。
第3次グラッドストン内閣（1886年2月 – 8月）で侍従たる議員を務めた。
1892年8月18日に枢密顧問官に任命され、同年から1895年までアイルランド総督を務めた。1893年1月3日に母方のおじにあたる第3代クルー男爵ハンガーフォード・クルーが死去すると、その遺産を継承、1894年6月8日に女王の認可状を得て母方の旧姓「クルー」を姓に加えた。1895年7月17日、連合王国貴族であるチェシャーにおけるクルー伯爵に叙された。
1905年12月から1908年4月まで枢密院議長を、1908年4月から1910年11月まで植民地大臣を、1910年11月から1911年3月までインド大臣を、1908年10月から1911年10月まで王璽尚書を務めた。1911年5月にインド大臣を再任、1915年まで務めた。
1911年6月22日、ジョージ5世の戴冠式で連合王国貴族であるクルー侯爵とスタッフォードシャーにおけるメイドリー伯爵に叙された。
1912年から1915年まで王璽尚書を、1922年から1928年まで在フランスイギリス大使を、1930年に陸軍大臣を務めた。1936年から1944年まで貴族院における自由党党首を務めた。
1945年6月20日に死去した。

## 栄典
- 1886年1月21日：ロンドン考古協会フェロー[1]
- 1892年8月18日：枢密顧問官[1]
- 1909年：リヴァプール大学のLL.D.名誉学位[2]
- 1910年：リーズ大学のLL.D.名誉学位[2]
- 1911年：ケンブリッジ大学のLL.D.名誉学位[2]
- 1912年：オックスフォード大学のD.C.L.（英語版）名誉学位[2]
- 1919年：ダラム大学のD.C.L.（英語版）名誉学位[2]

## 家族
1880年6月3日、シビル・マーシア・グラハム（Sybil Marcia Graham、1857年7月23日 – 1887年9月19日、第3代準男爵サー・フレデリック・グラハムの娘）と結婚した。

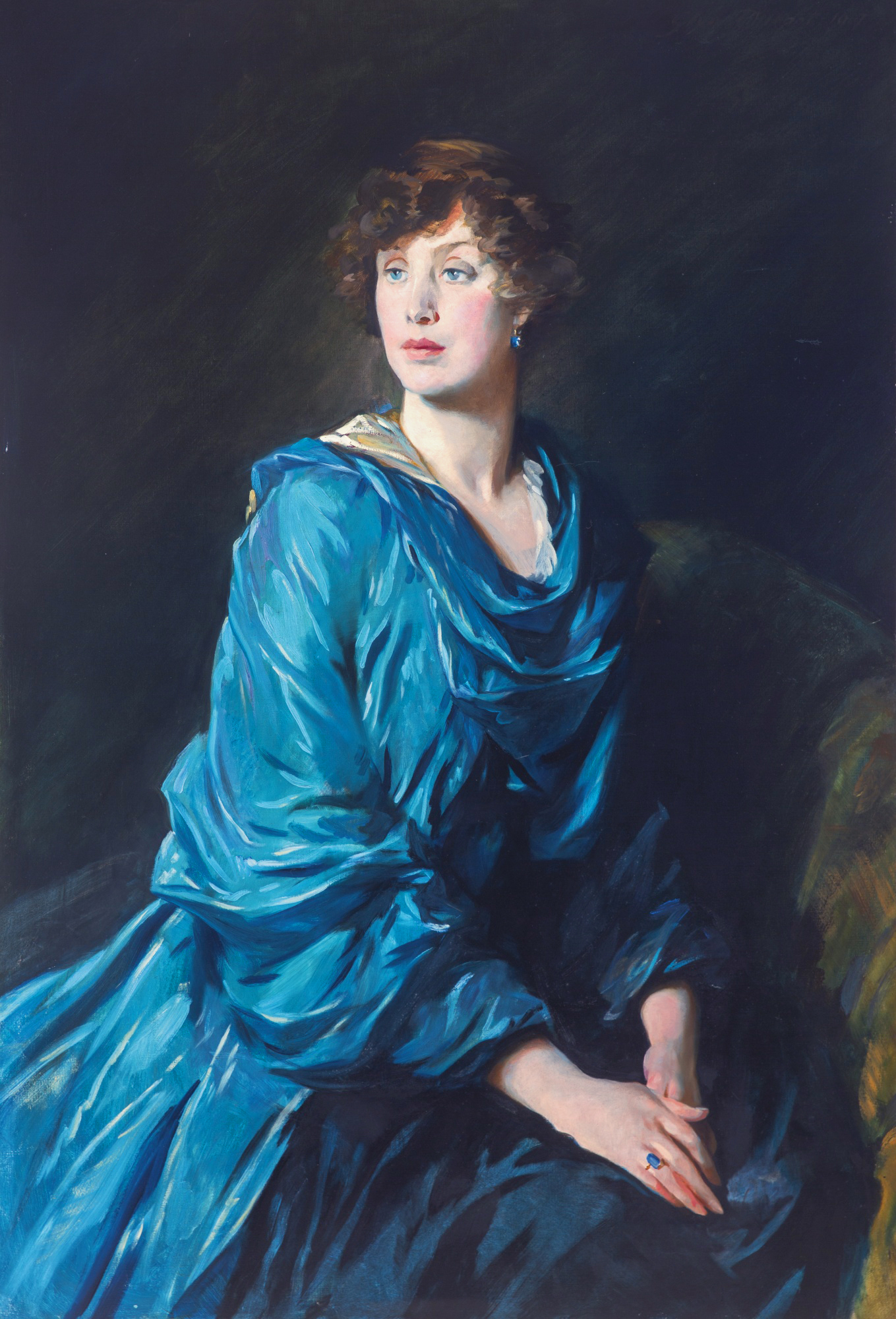
クルー侯爵夫人マーガレット。グリン・フィルポット画、1917年。

1899年4月20日、マーガレット・プリムローズ（Margaret Primrose、1881年1月1日 – ?、第5代ローズベリー伯爵アーチボルド・プリムローズの娘）と再婚した。